# Kilkee
Kilkee (in irlandese: Cill Chaoi ) è un piccolo villaggio costiero del Clare sud-occidentale, in Irlanda. Situato sulla strada N67, vicino Kilrush, questo abitato è particolarmente rinomato in Irlanda e anche all'estero, specialmente tra gli abitanti di Limerick.
I turisti rimangono attratti dalla cura del villaggio, che contiene edifici e aspetto vittoriani del XIX secolo, ben sistemati con infrastrutture e divertimenti moderni.
Ma soprattutto ciò che attira gente a visitare Kilkee, è la bella spiaggia di quasi due chilometri a forma di ferro di cavallo, incastonata nella Baia di Moore e protetta dalla scogliera conosciuta come Duggerna Reef. La spiaggia di Kilkee è stata regolarmente inserita tra quelle con la Bandiera Blu dall'Unione europea. Molte personalità di spicco del secolo scorso hanno visitato il luogo: Beatles, Che Guevara, Charlotte Brontë (che vi ha passato parte della sua luna di miele) e l'attore Richard Harris, che era proprietario anche di una casa.

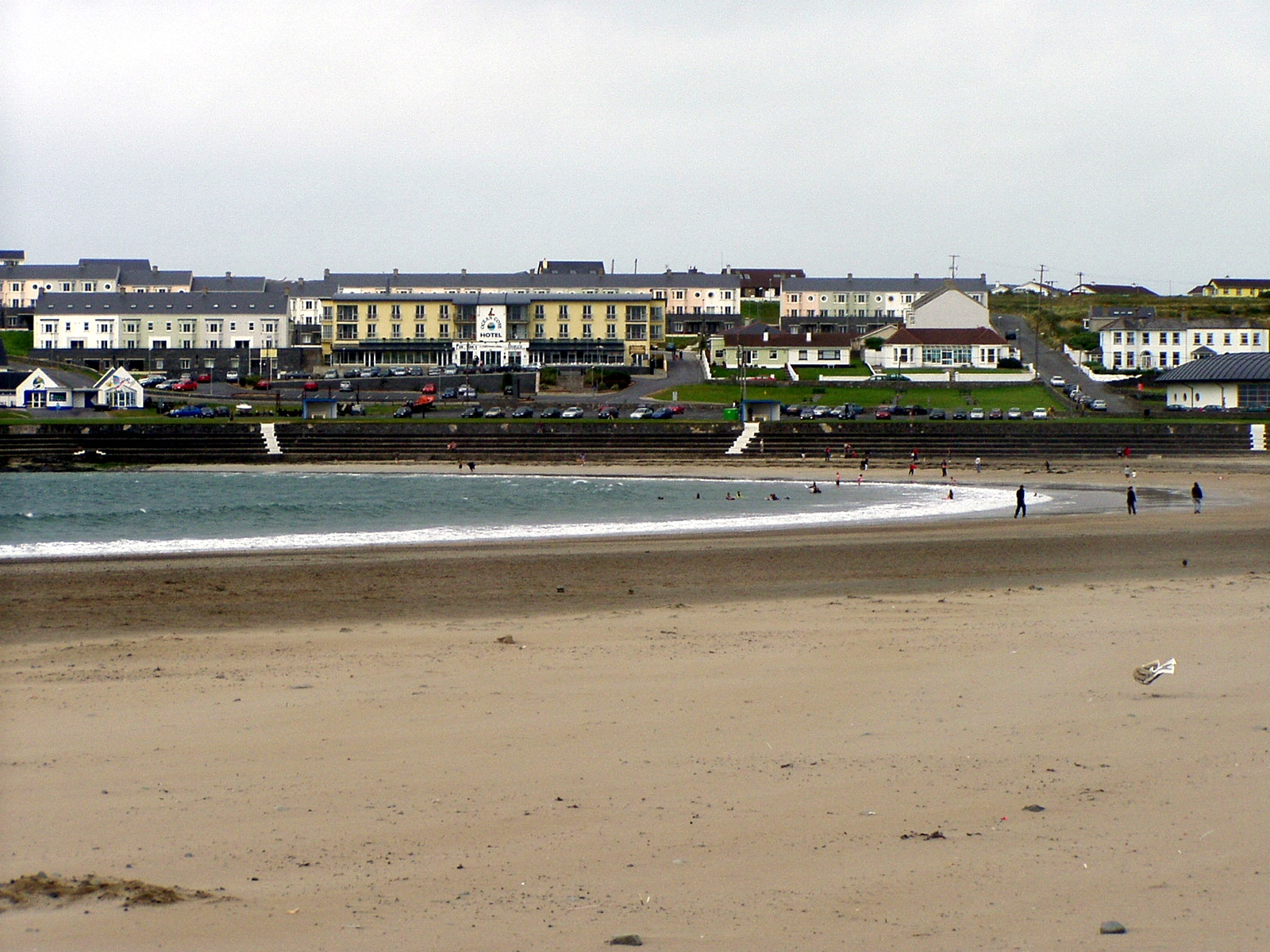
Parte del villaggio con la spiaggia
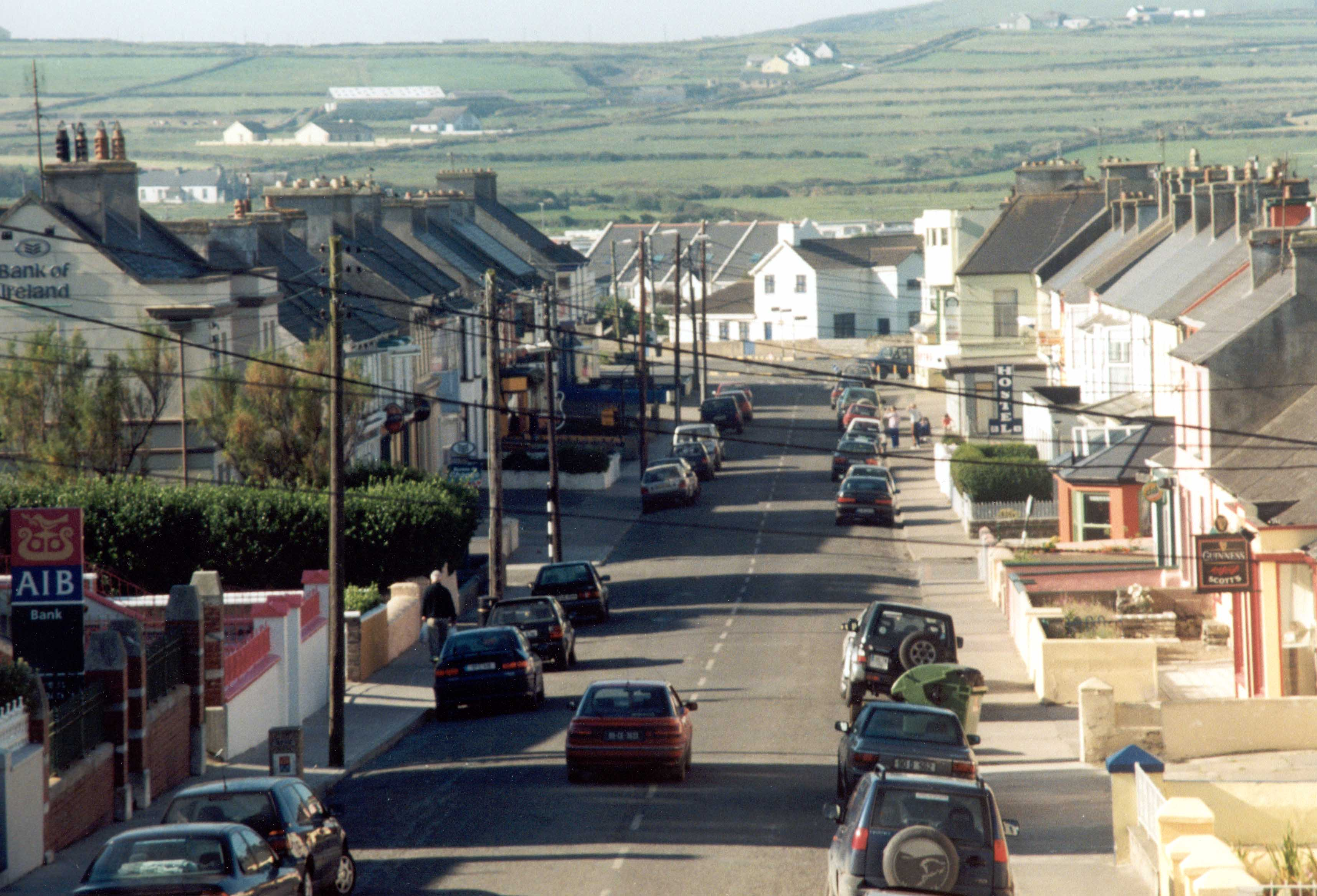
Scorcio di Kilkee
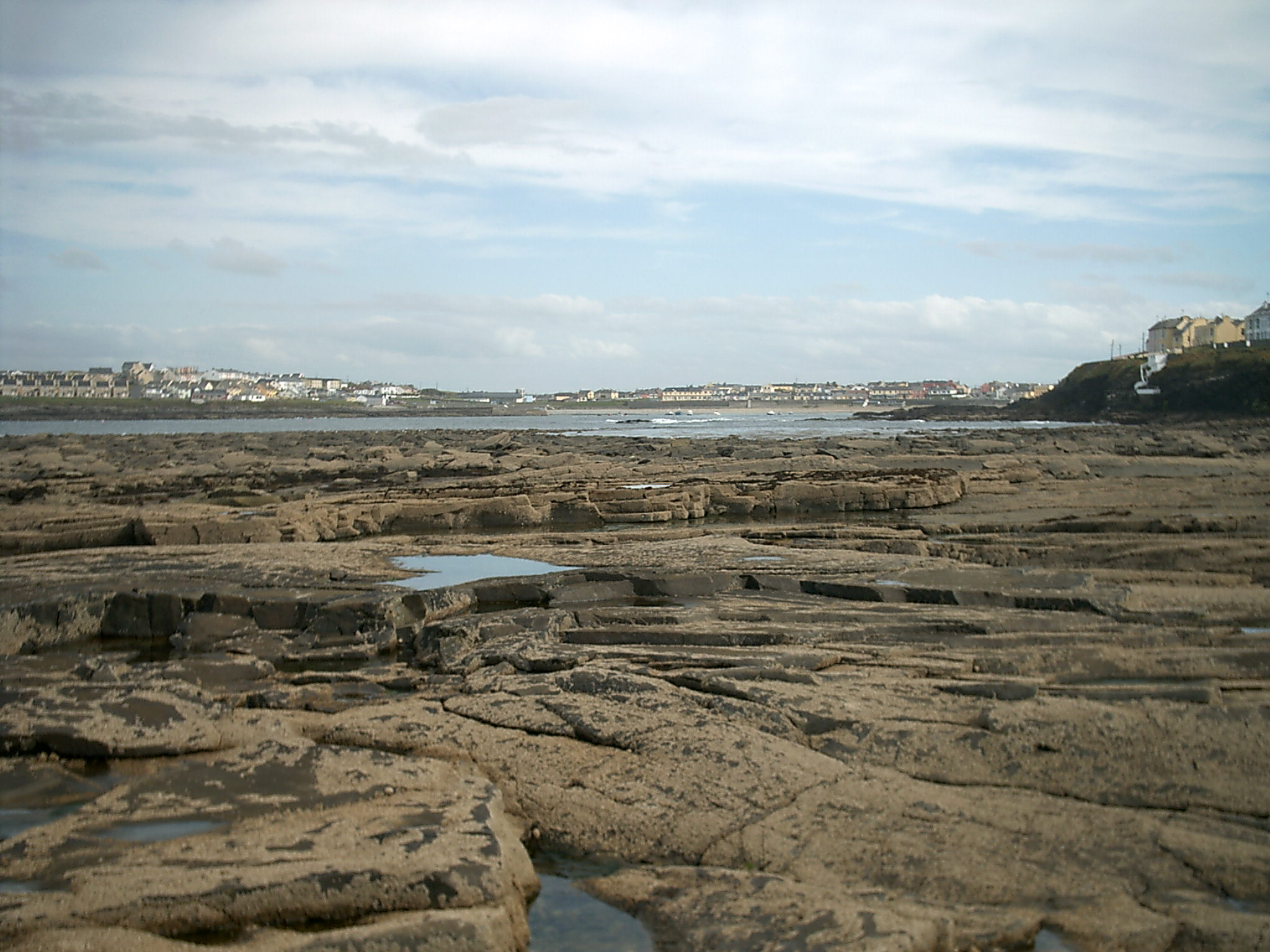
La Duggerna Reef, che protegge il villaggio dalle correnti atlantiche

## Storia
Kilkee appare in un documento storico per la prima volta negli Annali del XIV secolo, quando viene chiamata Cill Chaoidhe (che significa "Chiesa di San Caoi"). Successivamente, nel tardo XV secolo, fu costruito un castello dal clan MacSweeney, feudatari dei MacMahon ed in seguito degli O'Brien. Lo stesso castello passò in mano poi di Charles MacDonnell, membro di una famiglia dell'Antrim di discendenza scozzese che ne rimase proprietaria fino al XVIII secolo.
Fino a circa 150 anni fa Kilkee era niente più che un piccolo villaggio di pescatori, che vide subito dopo però una metamorfosi molto rapida dovuta alla costruzione di residenze estive da parte dell'aristocrazia locale e dei mercanti abbienti di Limerick
Fino a metà del XIX secolo, Kilkee era un villaggio dove si parlava esclusivamente gaelico. Mary J. Knott nel suo libro del 1836, dichiara che "poca gente parla inglese".

## Attrazioni

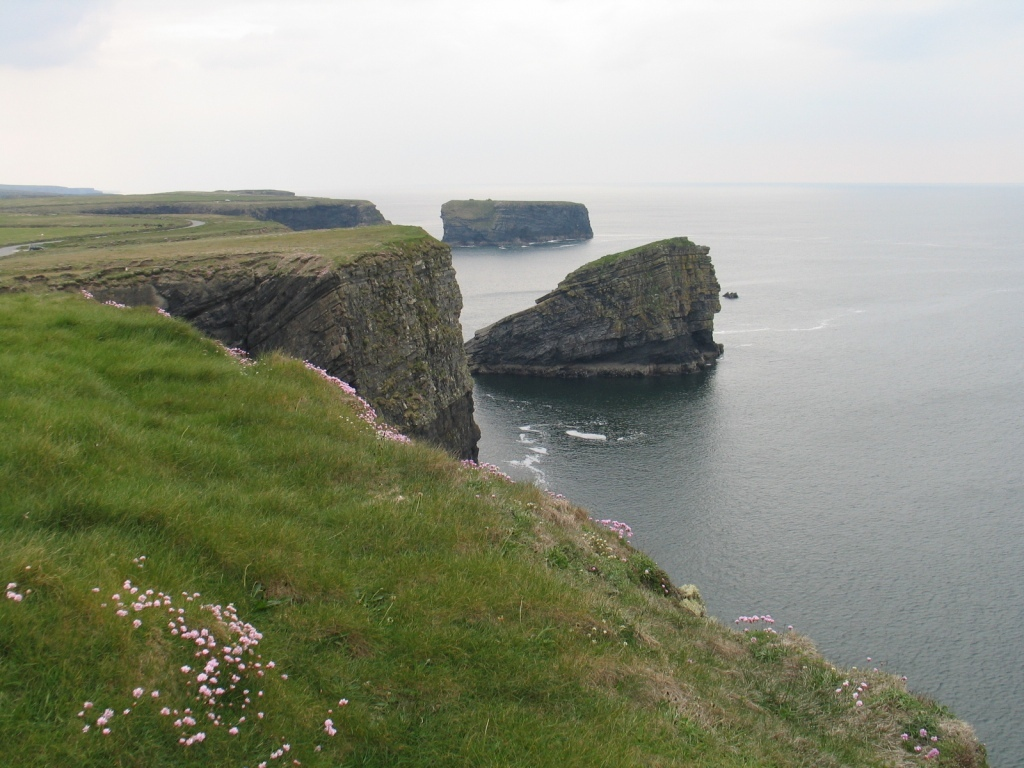
Scogliere di Kilkee. Le falesie con evidenti le due rocce isolate, Diamond Rock e Bishop's Island

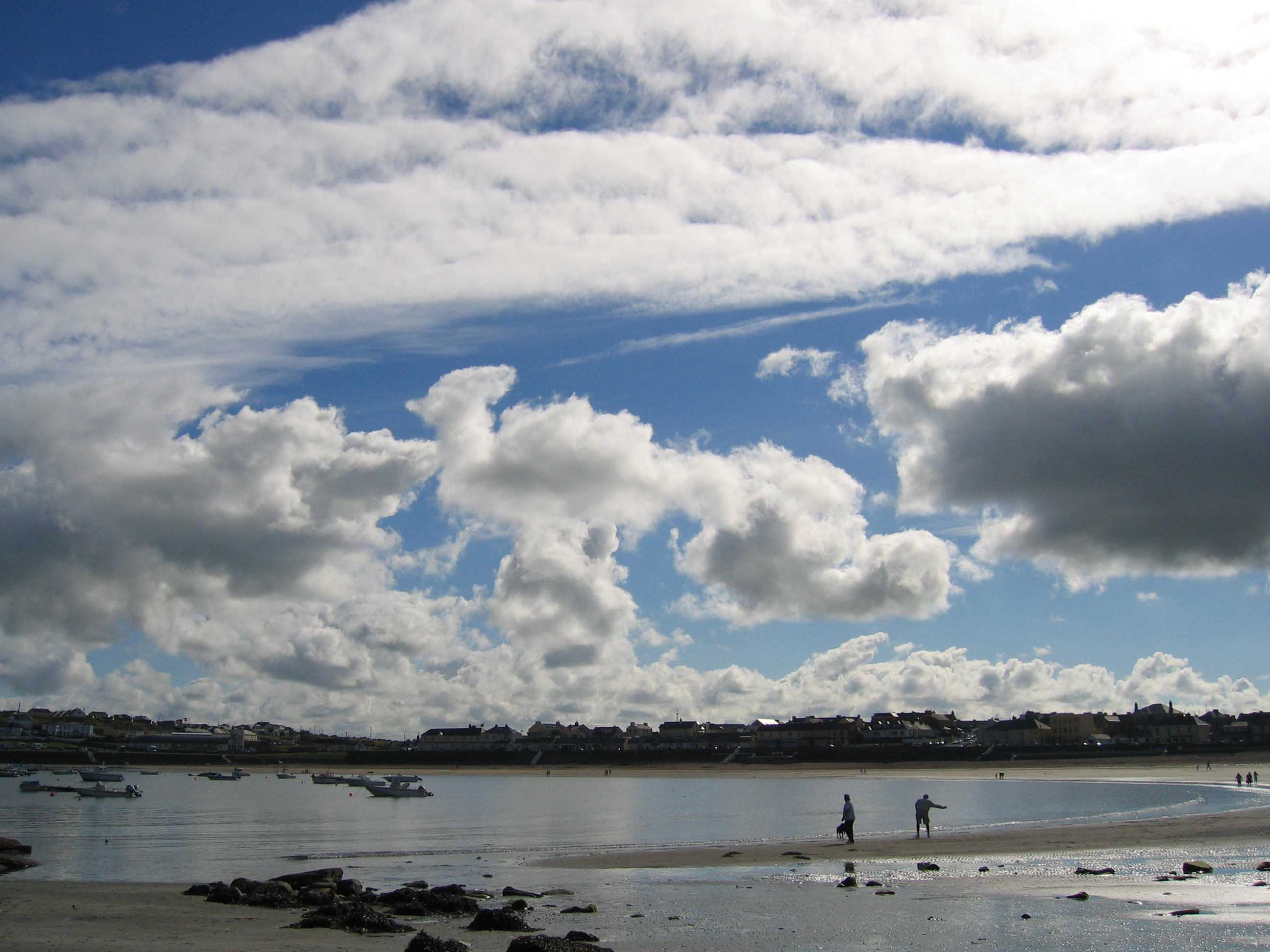
Kilkee e la sua spiaggia in estate con bagnanti

Oltre alla apprezzata spiaggia, i nuotatori possono scegliere altre località molto vicine per la balneazione, come Pollock Holes, New Found Out, Byrnes Cove e Paradise Cove. I Pollock Holes, nella parte occidentale del villaggio, sono piscine naturali tra le rocce con acqua che cambia ad ogni marea. New Found Out permette tuffi, invece, fino a 13 metri in mare aperto. Kilkee del resto è una mecca per i tuffatori:  il "Kilkee Diving & Watersports Centre" è totalmente attrezzato sia per principianti che esperti, con possibilità di tuffo da 10 a 45 metri, sempre nell'acqua del mare.
Oltre a questo a Kilkee è presente un particolarissimo e apprezzato campo da golf con 18 buche: il primo ed il secondo settore sono a ridosso dell'Oceano Atlantico, mentre il terzo sopra la Chimney Bay.
Ovviamente brulicanti di turisti, in giornate buone, sono le non molto alte ma drammatiche scogliere che s'innalzano dalla Duggerna sia da una parte che dall'altra della baia ed offrono paesaggi incredibili sull'Atlantico e sul resto della contea. Due particolari formazioni rocciose, staccate dal resto della costa nella parte meridionale, rendono questo posto ancor più particolare: una è tagliata diagonalmente ed è chiamata Diamond Rock (Roccia del diamante) per la forma che rievoca, l'altra è un curioso tratto di scogliera rimasto in piedi e di forma quasi perfettamente parallelepipeda, viene chiamato Bishop's Island (Isola del Vescovo). Nell'altro tratto di scogliera, invece, degna di nota è la piccola ma molto suggestiva Baia di Chimney.

## Infrastrutture e trasporti

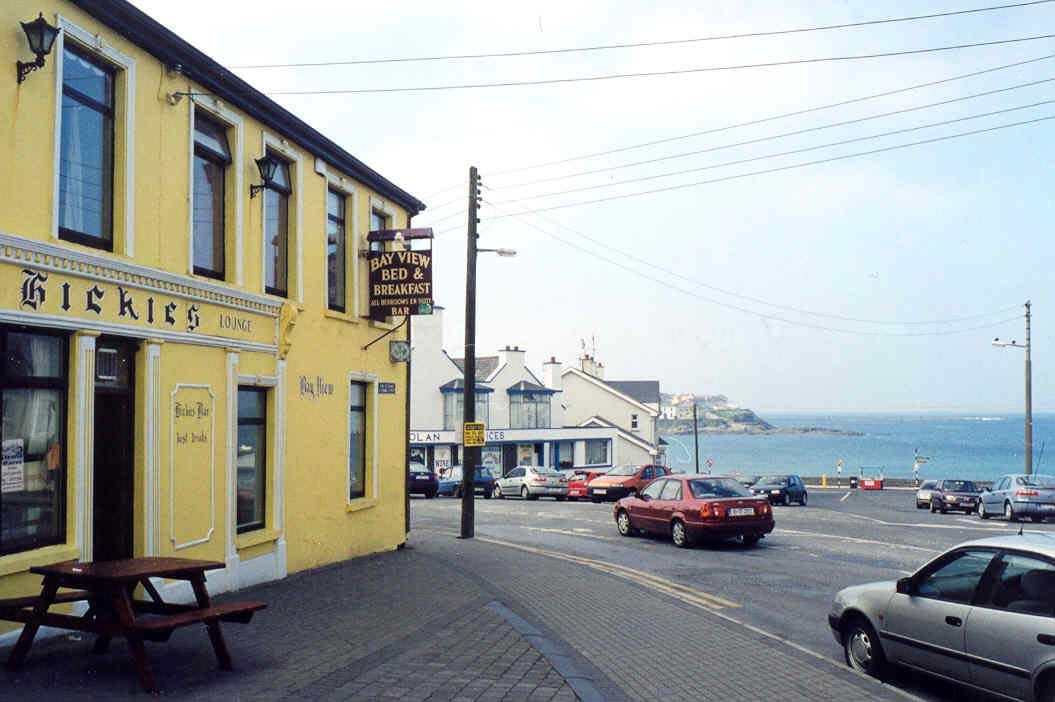
Strada a Kilkee. Scorcio con la Baia di Moore dal caratteristico Hachie's Pub

Il villaggio una volta era uno dei due capolinea della West Clare Railway da Ennis, insieme alla vicina Kilrush. Il collegamento stradale principale rimane la unica N67 che, proveniente da Ennis e Kilrush, attraversa il centro abitato per poi girare verso nord e collegare la parte costiera settentrionale del Clare (villaggio considerevole più vicino Miltown Malbay). A dire il vero c'è anche un'altra strada, a carattere regionale, che arriva a Kilkee, la R487, che però parte dal villaggio e giunge fino al non troppo distante Loop Head, rendendolo più che altro un punto di partenza per un luogo piuttosto disabitato che non un vero e proprio punto di collegamento. Altre strade sono tutte a carattere locale e collegano piccole comunità rurali.
A Kilkee ci sono molti sentieri per trekkers, molti dei quali si inerpicano sulle suggestive scogliere situate poco distanti dal centro abitato in entrambe le direzioni. Dalle scogliere, in giorni con tempo buono, si può vedere tutta la costa settentrionale del Clare fino anche alle Isole Aran.